# Сборная Сингапура по футболу
Сбо́рная Сингапу́ра по футбо́лу — национальная сборная, представляющая Сингапур на международной футбольной арене. Контролирует сборную Футбольная ассоциация Сингапура.

## Краткая справка
Несмотря на высокие показатели в экономике и развитии инфраструктуры, Сингапур не является даже футбольным середняком в Азии: национальная сборная ни разу не играла на чемпионатах мира, а единственное выступление на Кубке Азии 1984 года в рамках Азиатских игр оказалось неудачным (команда остановилась на групповом этапе). Впрочем, у сборной Сингапура есть один трофей — это так называемый Кубок Тигра, который команда завоевала в 2004 году.
В составе сборной иногда выступают натурализованные иностранцы, что, однако, не позволяет азиатской дружине стабильно проводить встречи. 
В рейтинге ФИФА на 10 февраля 2022 года занимает 161-е место.

## Футбольная форма

### Домашняя
| 1954      | 1957      | 1966      | 1973      | 1984      | 2008—2010 | 2010—2012  |
| 2012—2014 | 2014—2016 | 2016—2018 | 2018—2020 | 2020—2022 | 2022—2024 | 2024—н. в. |

### Гостевая
| 1954      | 1957      | 1966      | 1973      | 1984      | 2008—2010 | 2010—2012  |
| 2012—2014 | 2014—2016 | 2016—2018 | 2018—2020 | 2020—2022 | 2022—2024 | 2024—н. в. |

Источники:,